# De rode schoentjes (Efteling)
De rode schoentjes is een uitbeelding van De rode schoentjes in het Sprookjesbos in het Nederlandse attractiepark de Efteling. Het is het zesde sprookje op de wandelroute door het Sprookjesbos en ligt tussen Pinokkio en de Trollenkoning.

## Uitbeelding

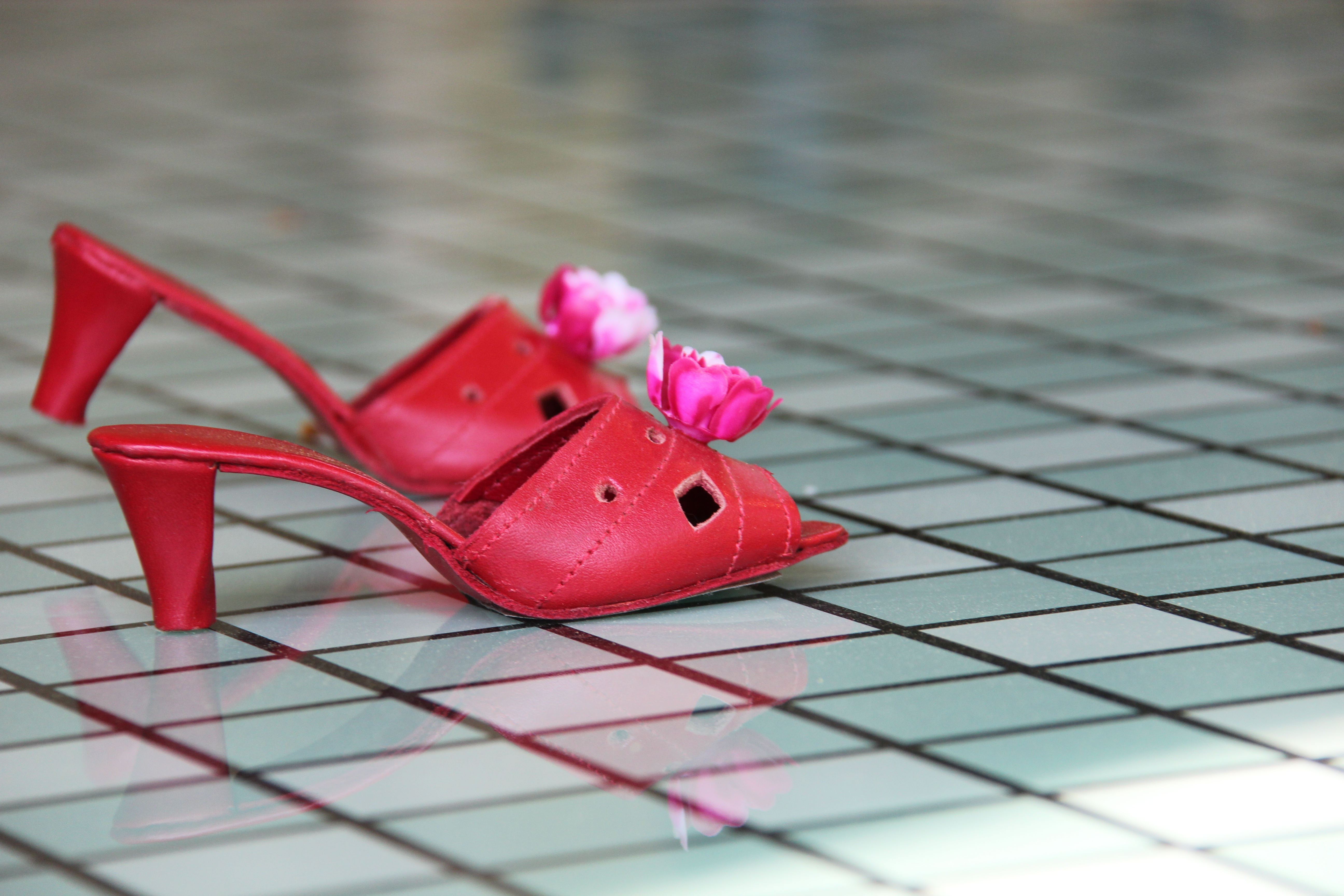
Detail van de rode schoentjes.

Het kijktafereel bestaat uit een muur met daaraan een schuin lopende afdak die door vier pilaren gedragen wordt. De pilaren zijn met elkaar verbonden via een hek. Onder de afdak is een muurschildering te zien van de dansende Karen die de rode schoentjes een een gele jurk draagt. Naast de muurschildering hangen twee kandelaars. Voor de muurschildering staat een vierkante 'kast' met erop een dansplaat. Op de plaat staan twee rode schoentjes die rondjes lopen op de voerkante plaat.
Op de achtergrond is pianomuziek te horen. Dit is de Klompendans gecomponeerd door Jan van Oort. De vertelling van het sprookje wordt gedaan door Wieteke van Dort. De speakers zijn verborgen achter twee 'schilden' in de muur.

## Geschiedenis[1]
De rode schoentje opende in 1953, een jaar na de opening van de Efteling. Het sprookje is ontworpen door Anton Pieck en had een kostenplaatje van ƒ 1.200. De originele vertelling en muziek zijn een aantal decennia later vervangen vanwege de slechte geluidskwaliteit. Sindsdien wordt het sprookje vertelt door Wieteke van Dort en is de muziek, gecomponeerd door Jan van Oort, te horen. Ook zijn door de jaren heen de rode schoentjes geregeld vervangen voor andere exemplaren zoals sloffen.

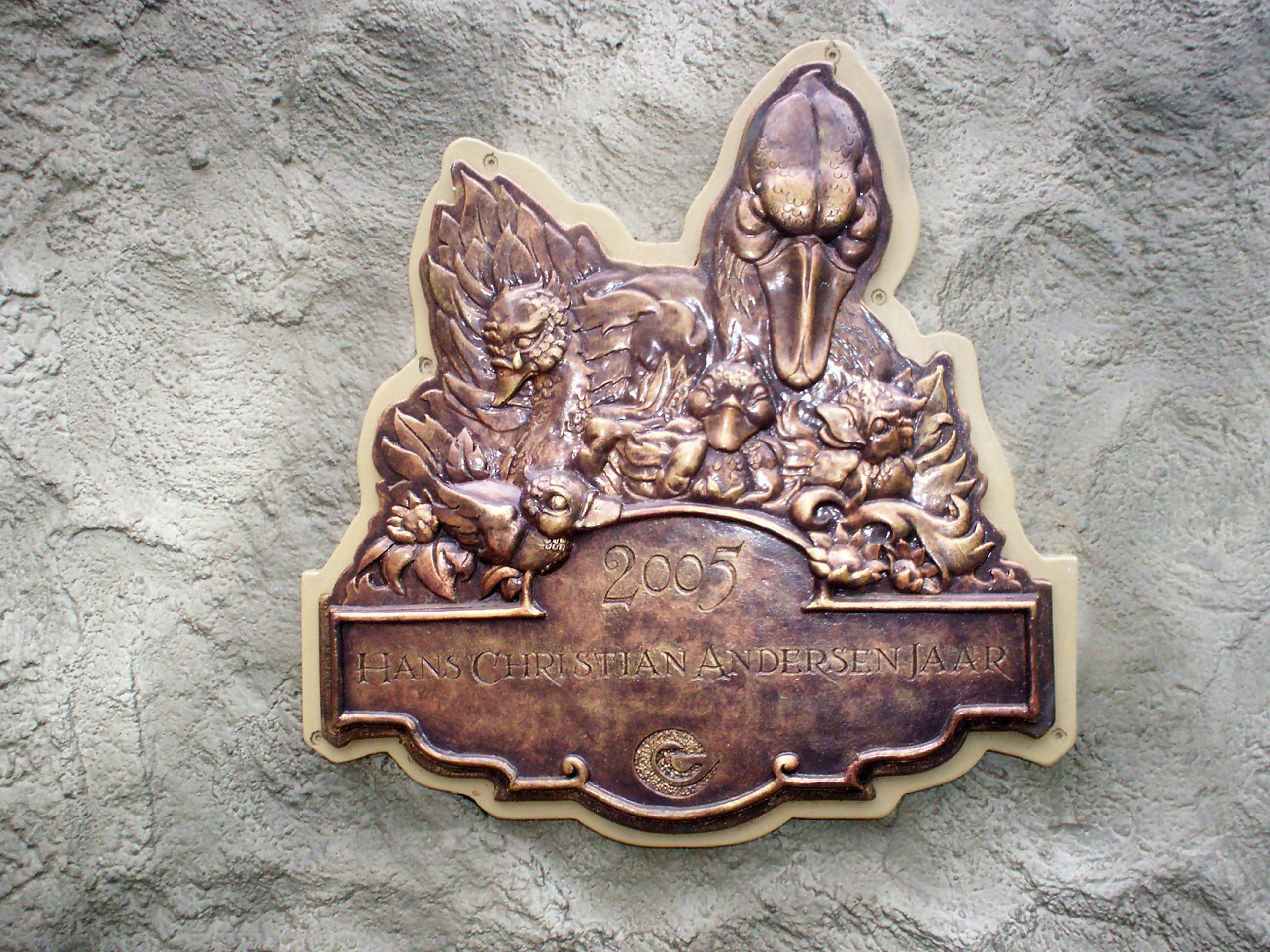
De plakkaat die ongeveer 11 jaar bij het sprookje gehangen heeft.

In 2005 werd de 200e geboortedag van Hans Christian Andersen gevierd. Er werd daarom een plakkaat aan de muur gehangen die hieraan herinnerd. Gedurende de bouw van Pinokkio in 2016 werden de rode schoentjes ook tijdelijk gesloten voor een renovatie. Tijdens de renovatie werd onder meer het plakkaat ter herinnering aan Hans Christian Andersen verwijderd. Tijdens het Europees kampioenschap voetbal 2021 werden de rode schoentjes tijdelijk vervangen door oranje voetbalschoenen.

## Techniek
Onder de vierkante plaat bevinden zich draaiende schijven die verbonden zijn met elektromagneten die meedraaien met de schijven. Hierdoor kunnen de rode schoenen hun route volgen. Het systeem is onder meer bedacht door Peter Reijnders. De vierkante plaat kan omhoog getild worden, zodat de techniek zichtbaar wordt. Ook worden de rode schoentjes er opgeborgen.